# 芬蘭韃靼人
芬蘭韃靼人（米薩韃靼方言： Финляндия татарлары）是一個移居到芬蘭并信奉伊斯蘭教的伏尔加鞑靼人族群。他们人數約为1,000名，组成了一个固定且同质的宗教、文化以語言上的少數民族。韃靼人是在芬蘭以及北歐國家中历史最久的穆斯林少數民族，他们开办的芬蘭伊斯蘭教會是在西方世界國家最早的承認的穆斯林教会。芬蘭韃靼人（主要為米薩韃靼人）的歷史起源於東歐，他們的語言屬於突厥語族。

## 歷史

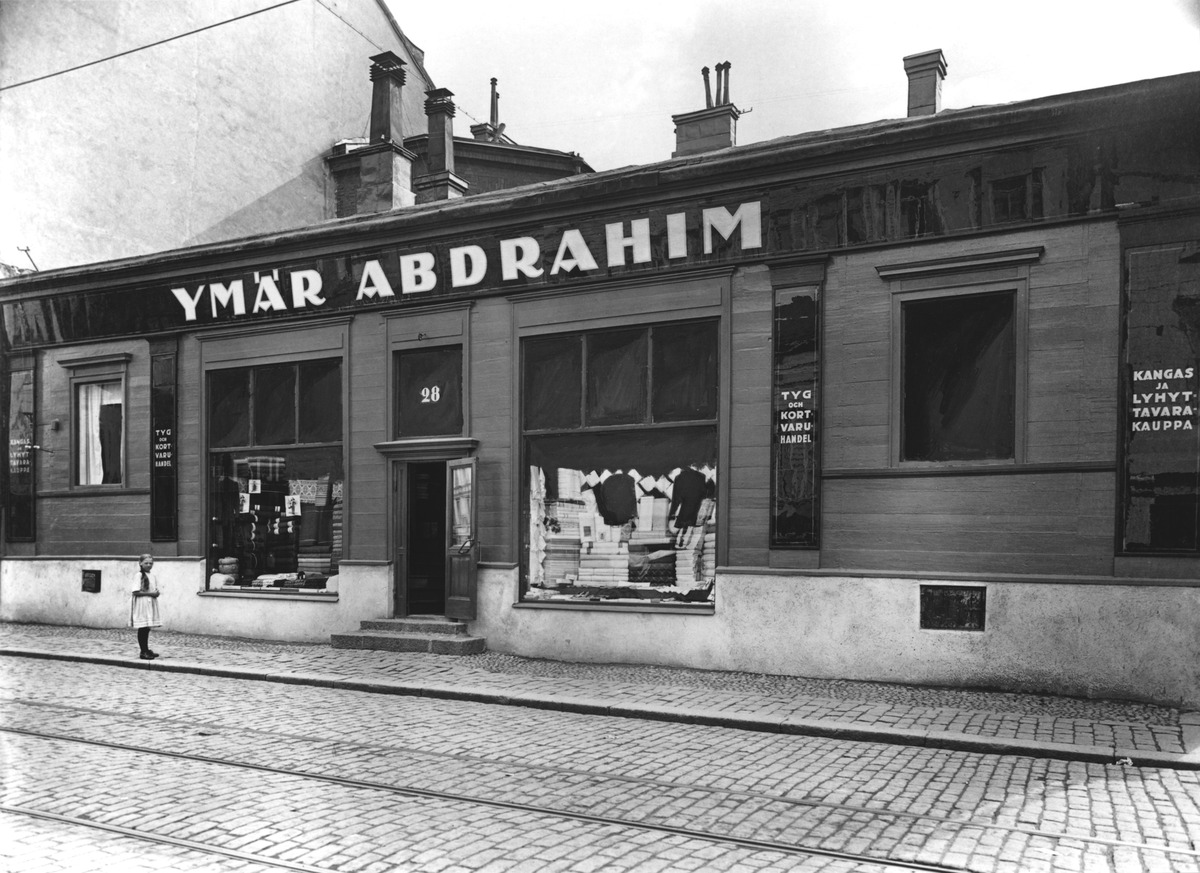
韃靼人在赫尔辛基开设的纺织品及裁缝商店（摄于1920年左右）

在芬兰还是附属于俄羅斯沙皇的自治大公國的早期，韃靼人就被俄国人雇佣来建造位于奥兰群岛上的博馬爾松德城堡及位于赫爾辛基海岸边的芬兰堡海上要塞。这些韃靼人大多数都已返回俄国。而那些没有返回的韃靼人则安葬在博馬爾松德的伊斯蘭墓地里，这个墓地见证着韃靼人曾在芬兰居住过。
现今韃靼人的祖先在1870年代至1920年代中期來到芬蘭，来自下諾夫哥羅德東南部伏爾加河河畔謝爾加奇區的大約20個村莊。他们大多數曾是農民，但定居芬蘭则从事皮草與紡織品的交易活动，並最初選擇居住在赫爾辛基及其周邊地區。当卡累利阿地峽維堡地区据1940年的莫斯科和平協定割讓給蘇聯时，居住在该市的韃靼人移居至坦佩雷和赫爾辛基。大多數芬蘭韃靼人依然居住在赫爾辛基及其周邊地區。

## 芬蘭伊斯蘭教會
1925年，芬蘭伊斯蘭教會成立。因而芬蘭是第一個正式承認伊斯蘭教会的西歐國家。芬蘭宗教自由法於1922年通過。至今，教会在赫爾辛基與耶爾文佩设有清真寺。1943年，韃靼人的第二教會於坦佩雷成立。非韃靼人的穆斯林可以在芬蘭伊斯蘭教會里做祷告，但不能成為其教會成員。在赫爾辛基、圖爾庫與坦佩雷有韃靼伊斯蘭墓園。

## 現今

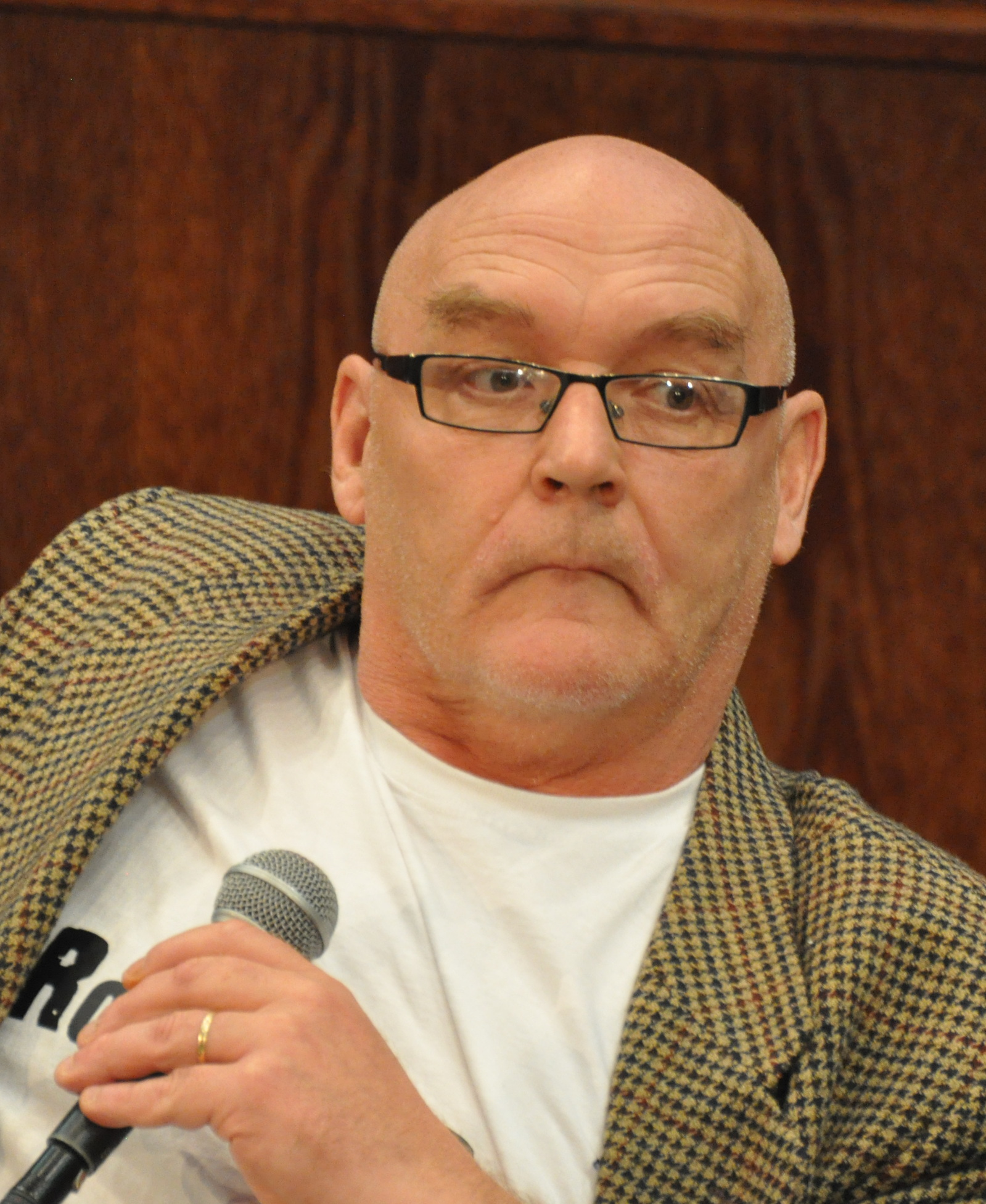
阿提克·伊斯梅爾，摄于2015年

韃靼人完全融入芬蘭社會，他們積極致力於芬蘭的經濟與文化生活中的廣泛職業。與此同時，他們传承并保留了自己独特的身份认同，并在家庭、私人圈子以及他们的文化机构里使用及保存韃靼語。自1935年以來，韃靼文化協會以戲劇、民間音樂、民間舞蹈與詩歌朗誦的形式組織了主要以韃靼語为主的各种文化活動。
成立於1945年的尤杜兹（Yolduz）体育俱乐部的亮点是它的足球隊。不管是文化协会还是体育俱乐部，都是在伊斯蘭教會的支持下运作的，因此教会对维护韃靼文化與語言做出了贡献。一位著名的芬蘭韃靼人是前足球運動員阿提克·伊斯梅爾。
从1948年至1969年在赫爾辛基有一個韃靼小學，该小学得到伊斯蘭教會和赫爾辛基市的資助，大約有一半的教學用芬蘭語进行，另一半则用韃靼語。芬蘭學校体系在1970年代的改革使學校無法生存，原因在于學生人数不多以及政府補貼的要求改变了。相反的，在秋季與春季学期的课后时间里，伊斯蘭教會提供定期的韃靼語言、文化、宗教與歷史的教學，并以韃靼语作為教學語言。自1950年代起，一間韃靼幼兒園一直在开办。现今韃靼語暑期課程在赫爾辛基附近基爾科努米的韃靼培訓中心里舉行。
值得一提的是，人数不多的芬蘭韃靼人已經長達了五代保存了流利使用韃靼語的能力。韃靼人的出版活動曾一度廣泛，但現今已經停止。早至1925年的出版物包括宗教經文、詩歌、戲劇、小說以及期刊。